# Пингвините от Мадагаскар
„Пингвините от Мадагаскар“ (на английски: The Penguins of Madagascar) e американски анимационен сериал на Никелодеон (Nickelodeon). В него участват девет герои от анимационния филм на студиото DreamWorks Animation „Мадагаскар“ (2005): пингвините Скипър (Том Макграт), Ковалски (Джеф Бенет), Редник (Джеймс Патрик Стюарт) и Рико (Джон Димаджо); лемурите Крал Джулиън (Дани Джейкъбс), Морис (Кевин Майкъл Ричардсън), и Морт (Анди Рихтър); и шимпанзетата Мейсън (Конрад Върнън) и Фил. Други, нови персонажи са видрата Марлийн (Никол Съливан) и служителката на зоопарка Алис (Мери Шиър).
Пилотният епизод (Gone in a Flash) е излъчен по канала Никелодеон на 29 ноември 2008 г. „Пингвините от Мадагаскар“ стартира като редовен сериал на 28 март 2009 г. Действието се развива след събитията от анимацията „Мадагаскар 2“. Никелодеон поръчва 26 епизода за първи сезон, а през януари 2009 още 26 епизода за втори сезон.
Премиерата на сериала е гледана от 6.1 милиона зрители, с което поставя нов рекорд за най-гледана премиера. „Пингвините от Мадагаскар“ е вторият по популярност сериал на Никелодеон, след „Спондж Боб“.

## Сюжет
Сериалът проследява приключенията на четирите пингвина – основни герои в анимационните филми „Мадагаскар“ и „Мадагаскар 2“: Скипър, Ковалски, Рико и Редник. Пингвините живеят в зоопарка Сентрал Парк в Ню Йорк и изпълняват различни „паравоенни“ мисии. Често им се налага да се справят с проблемни ситуации, причинени или усложнени от намесата на лемурите Крал Джулиън XIII, Морис и Морт.
Не е уточнено как пингвините и лемурите са попаднали в зоопарка след събитията в „Мадагаскар“ и „Мадагаскар 2“.

## Герои
- Скипър / Skipper (Том Макграт) е лидерът на пингвините; разработва тактики и дава нареждания за действие. Той е предвидлив, хладнокръвен и подготвен да се справя в неочаквани ситуации.
- Ковалски/ kovalski (Васил Иванов от Мало Конаре) е изобретател и философ. Ковалски е високо интелигентен, но понякога се увлича да анализира прекалено нещата. Неговите изобретения винаги експлодират или стават други ужасни неща, но в някои случаи Ковалски просто не ги ползва както трябва. Той е влюбен в делфинката Дорис.
- Редник / Private (Джеймс Патрик Стюарт) е емоционалният и чувствителен новак в екипа. Въпреки че е по-малък и неопитен от другите пингвини, често показва по-реалистична преценка и в отговор на сложните стратегии на Скипър и Ковалски, успява да предложи простички, разумни решения. Обича еднорози.
- Рико / Rico (Джон Димаджо) е експертът по оръжия и експлозиви в екипа. Комуникира предимно нечленоразделно. Нестандартният Рико поглъща неща, които могат да потрябват (динамит и др.) и ги осигурява, когато са необходими, като ги повръща.
- Крал Джулиън XIII / King Julien XIII (Дани Джейкъбс), обикновено наричан просто Крал Джулиън, е котешки лемур. Самообявилият се за крал на лемурите е комично самовлюбен персонаж, който обича да се забавлява и не се съобразява с околните. Той не разрешава да му пипат краката му и също винаги се моли на небесните духове и когато пингвините го спасяват той мисли, че небесните духове са му помогнали.
- Морис / Maurice (Кевин Майкъл Ричардсън), е ай ай, дясната ръка на Крал Джулиън. Морис приема живота си на слуга, но нерядко изразява презрението си към краля и безцеремонното му отношение. Морис рядко се забавлява и се случва крал Джулиън му се подиграва заради набитото си телосложение.
- Морт / Mort (Анди Рихтър) е миши лемур – дребен и подвижен ентусиаст. За разлика от Морис, силно почита краля, макар че Джулиън се отнася надменно и с него. Той обича да пипа ходилата на Джулиън, нищо че Джулиън не му разрешава. Морт е много глупав. Толкова глупав, че не усеща болка. Морт е много забавен и сладък и често вкарва фрази от сорта на „Аз съм базука каубой“.
- Марлийн / Marlene (Никол Съливан) е женска видра, прехвърлена в зоопарка „Сентрал Парк“ от аквариум в Калифорния.[6] Тя понякога помага на пингвините в мисиите, но като цяло е доста независима. [7]Понеже е родена в плен, щом излезе от зоопарка подивява. Но в серята „Малката стъпка“ тя го преодолява. Марлин много обича испанска китара.
- Мейсън / Mason (Конрад Върнън) и Фил / Phil са две интелигентни шимпанзета. Мейсън може да говори, но, за разлика от Фил, не може да чете. Фил е ням, обича да чете и комуникира чрез жестов език, който Мейсън превежда.

Освен изброените главни герои, в сериала участват и редица второстепенни и епизодични персонажи като строгата служителка на зоопарка Алис (Мери Шиър), уличният котарак Макс (Уейн Найт), който се сприятелява с пингвините след известни недоразумения, и др.

## Второстепенни герои
- Алис (Мери Шиър) – е зоопазачка на зоопарка. Тя винаги говори по радиостанцията си с друг служител (Джон Ди Маджо), който така и не се вижда. Алис не харесва особено много животните в зоопарка и подозира, че пингвините вършат странни неща.
- Краля на плъховете (Дийдрик Бейдър) – той е генетично променена зла мишка която живее в каналите. Крал плъх е враг на пингвините.
- Роджър (Ричард Кайнд) – е алигатор-партньор на пингвините живеещ в канализацията. Той се запознава със Скипър и Марлийн когато те влизат в канализацията. Той казва, че е от Флорида. Обича да пее.
- Макс (Уейн Найт) – е бездомна котка, която пингвините първоначално си мислят, че е от Луната. Те се запознават когато пингвините правят опит да излетят за Луната, но падат на покрива на една сграда. Първо те мислят, че той е лунна котка. Макс е слаб и иска да хване птица. Първо той искал да изяде пингвините, но когато те му дали консерва с риба той се сприятелил с тях.
- Джоуи (Джеймс Патрик Стюарт) – е раздразнително кенгуру с австралийски акцент; не обича нарушителите на неговата територия.
- Бада и Бинг (Джон Димаджо и Кевин Майкъл Ричардсън) – са две горили. Приятели на пингвините.
- Фред (Фред Столър) – е катеричок и живее в парк близо до зоопарка. Той е много глупав.
- Служител X (Седрик Ярбъроу) – e служител в контрола на животните. Той е обсебен по идеята да хване бездомни животни. В един епизод той опита да хване Макс. Известен като офицер X той познава пингвините и ги мрази.
- Д-р Блоухол (Нийл Патрик Харис) – е заклет враг на Скипър. Той е Бутилконос делфин. Блоухол има изкуствено око и скутер с много функции. Появява се в удължените епизоди, а в другите само се споменава. Истинското му име е Франсис, а хората са го кръстили Флипи. Той има сестра на име Дорис, по която Ковалски си пада.
- Бърт (Джон Димаджо) – слон. Той е обсебен от яденето на фъстъци. Приятел на пингвините.
- Манфред и Джонсън – двама войници на Скипър, които са починали по време на мисия. Но само Скипър си мисли така. Те се появяват само в един в епизод в парка Сиивил.
- Червената катерица – заклет враг на всички пингвини.

## Прием и отзиви
„Пингвините от Мадагаскар“ получава смесени и положителни рецензии от критиците. Мери Макнамара от „Лос Анджелис Таймс“ дава висока оценка на сериала и определя като силни комедийните и екшън сцените Също положителна е рецензията на Тим Гудман в „Сан Франциско Кроникъл“, който смята, че сериалът би допаднал не само на деца, но и на възрастни зрители.
Браян Лоури от сп. „Варайъти“ се изказва в полза на високото качество на анимацията, но като цяло не намира сериала за забавен. 

## Награди и отличия
През ноември 2009 г. „Пингвините от Мадагаскар“ печели награда БАФТА.
На 6 февруари 2009 г. сериалът печели награда за „Най-добра анимационна телевизионна продукция за деца“ по време на 37-ата ежегодна церемония по връчване на наградите „Ани“ (The Annie Awards), в Лос Анджелис, Калифорния. Режисьорът Брет Хааланд печели и награда „Ани“ за „най-добра режисура на телевизионна продукция“ за работата си по епизода „Launchtime“.
През 2010 г. „Пингвините от Мадагаскар“ е номиниран за награда „Кидс Чойс“ (Kids' Choice Award – букв. изборът на децата) в категория любим анимационен сериал, но губи срещу Спондж Боб.
През май 2010 г. е обявено, че сериалът е получил номинация за „Еми“ за дневни програми (Daytime Emmy Award) в четири категории. Победителите са обявени на 25 юни, два дни преди официалната церемония по връчване на наградите в Лас Вегас. „Пингвините от Мадагаскар“ печели в една от категориите (Outstanding Special Class Animated Program) , като споделя наградата със „Спондж Боб“.

## „Пингвините от Мадагаскар“ в България
В България сериалът започва излъчване на 6 март 2010 г. по Нова телевизия, всяка събота и неделя от 08:00. Последният епизод от първи сезон е излъчен на 30 май. На 2 април 2011 г. започва повторно излъчване на първи сезон, всяка събота и неделя от 08:30. Ролите се озвучават от артистите Христина Ибришимова, Здравко Методиев, Христо Узунов и Димитър Иванчев.
През 2013 г. започва излъчване по Nickelodeon с нахсинхронен дублаж на студио Александра Аудио. Екипът се състои от:
| Пост                | Име |
| ------------------- | --- |
| Преводач            | Милена Васкова |
| Режисьор на дублажа | Петър Върбанов |
| Тонрежисьор         | Петър Костов |
| Озвучаващи артисти  | Анастасия Събева Елена Бойчева Стефан Сърчаджиев-Съра Кристиян Фоков Николай Пърлев Явор Караиванов Росен Русев Анатолий Божинов Петър Бонев Яна Огнянова Иван Велчев Константин Лунгов Стоян Цветков |

През 2016 г. започва излъчване по bTV Action с дублажа на Александра Аудио. От лятото на 2019 г. се излъчва по локалната версия на Nicktoons отново с нахсинхронния дублаж на Александра Аудио.